# Rhysodidae
Rhysodidae je podčeleď brouků z obsahující několik stovek druhů ve dvaceti rodech.
Tito brouci jsou protáhlí, délky od 5–8 mm a zbarveni od červenohnědé po černou barvu. Štít i krovky mají podélně zvrásněné, což těmto broukům dalo v některých jazycích jejich jméno.
Vyskytují se na všech kontinentech, kde jsou pralesy, nejbohatší na tyto brouky jsou pralesy v oblastech Nová Guinea, Indonésie, Filipíny a severní oblasti Jižní Ameriky.
Klasifikace zůstává kontroverzní, když specialista Ross T. Bell je zařazuje jako tribus Rhysodini z čeledi Carabidae, zatímco R. G. Beutel a ostatní uvádí, že charakteristické znaky larev dokazují, že tito brouci jsou samostatnou čeledí.